# Estavrato
Estavrato (em grego: σταυράτο(ν); romaniz.: stavrato(n)/staurato(n); plural: stavrata) foi um tipo de moeda de prata usada durante o último século do Império Bizantino.

## História

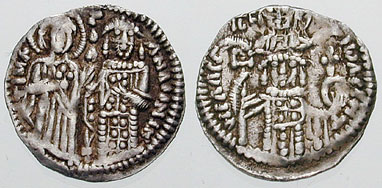
Estavrato do imperador (r. 1341-1376; 1379-1391)

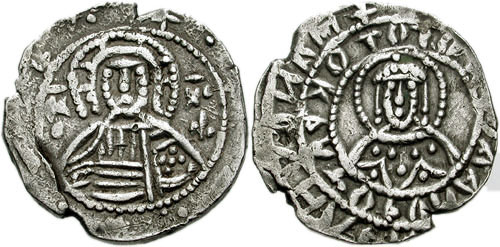
Estavrato do imperador Manuel II Paleólogo r.

O nome estavrato aparece pela primeira vez em meados do século XI para um histameno de ouro mostrando o imperador bizantino segurando uma cruz em forma de cetro, mas em seu sentido mais específico, denota as grandes moedas de prata introduzidas pelo imperador João V Paleólogo (r. 1341-1376; 1379-1391) ca. 1367 e usada pelo último século da história bizantina. A última moeda bizantina foi provavelmente nomeada em homenagem a cruz (em grego: σταυρός; romaniz.: stavros/stauros) que destacou em seu modelo presumido, o gigliato de Nápoles e Provença; alternativamente, o nome pode derivar das pequenas cruzes no começo das inscrições de moedas, uma característica comum para as moedas bizantinas, embora não sejam muito visíveis.
A moeda foi designada para substituir o extinto hipérpiro como a moeda de mais alta denominação em circulação. Por isso, foi feita mais pesada que qualquer moeda de prata bizantina anterior, ou, neste quesito, qualquer moeda europeia contemporânea, pesando inicialmente 8.5 gramas, mas caindo mais tarde para 7.4 gramas. Ainda tinha apenas metade do valor do hipérpiro, contudo, manteve-se em uso como uma moeda nacional.
O estavrato foi complementado por frações de 1/2 e 1/8, ambas em prata. O meio-estavrato inicialmente pesava 4.4 gramas e gradualmente declinou para 3.7; o 1/8 ficou conhecido como ducatópulo (em grego: δουκατόπουλον; romaniz.: doukatópoulon; "pequeno ducado", duchatelo, em fontes italianas) ou áspro (ἄσπρον; aspron) pesando ca. 1.1 gramas. Quartos de estavrato não foram cunhados, e ducados venezianos de prata (em grego: δουκάτον; romaniz.: doukaton) foram usados ao invés disso.
Todas estas moedas apresentaram um busto de Cristo no anverso e um busto imperial no reverso. As inscrições são bastante uniformes, com o reverso caracterizando uma inscrição interna e externa: "+[Nome do imperador] ΔΕCΠΟΤΙC Ο ΠΑΛΕΟΛΟΓΟC / Θ[ΕΟ]V ΧΑΡΙΤΙ ΒΑCΙΛΕVC ΡWΜΑΙWN", ou seja "Senhor (déspota) [nome do imperador] o Paleólogo/ pela graça de Deus, imperador (basileu) dos romanos". Nos estavratos do reinado de João V, as inscrições eram na ordem reversa, e sob Manuel II, a inscrição interna usava o termo autocrator: "Θ[ΕΟ]V ΧΑΡΙΤΙ AVTOKΡΑΤOΡ". Até 1990, quando uma horda de noventa moedas apareceu, e com a exceção de dois meio-estavratos, nenhuma moeda de prata do último imperador bizantino, Constantino XI Paleólogo (r. 1449–1453), era conhecida por ter sobrevivido.